# Pau Mas i Dordal
Pau Mas i Dordal   (Barcelona, c. 1731 - Barcelona, 1808) va ser un mestre de cases català, germà de Josep Mas i Dordal i pare de Josep Mas i Vila.

## Biografia
Nascut a Barcelona el 1731 o 1732, era germà dels mestres de cases Francesc i Josep Mas, i probablement es va veure influït per ells per a dedicar-se al mateix ofici. Va titular-se com a mestre del Gremi de Mestres de Cases de Barcelona el 1770, tot i que portava bastants anys treballant, tant en obres civils com religioses, sota la cobertura del seu germà Josep. Va ocupar diversos càrrecs dintre del gremi entre 1774 i 1808.

### Mestre d'obres municipal de Barcelona
A petició del seu germà Josep, que aleshores ocupava el càrrec de mestre fontaner, el 1762 va ser nomenat suplent del mestre fontaner de Barcelona, encarregat de la construcció de conduccions i fonts de la ciutat. El 1767 va obtenir el càrrec en propietat, quan el seu germà va passar a ser mestre d'obres municipal a la mort d'Oleguer Juli. Amb la dimissió del seu germà, el 1770 va obtenir també el càrrec de mestre d'obres municipals, que va compatibilitzar amb el de fontaner fins a la seva mort.
Malgrat semblar un personatge menor en l'àmbit arquitectònica, la seva importància és cabdal perquè es fa omnipresent a la documentació municipal de l'època com a màxima autoritat urbanística municipal. A més, va ocupar el càrrec en un moment de creixement de la ciutat i quan es començaren a regular els procediments per a sol·licitar llicències d'obres i fer reformes als edificis, a més de dur a terme gran quantitat d'obres municipals, atès que només les de gran volum es feien per subhasta pública. A més, va tenir capacitat de decisió sobre la concessió de llicències d'obres, emissió de dictàmens, supervisió de projectes públics i la planificació i execució de la política urbanística de la darreria del segle xviii i els primers anys del xix.
A partir de 1800 va comptar amb la col·laboració del seu fill, Josep Mas i Vila, que va ser nomenat adjunt seu el 1803. Pau Mas va morir a el mes de febrer de 1808, i el seu fill va obtenir el seu càrrec en propietat.

## Obres
En l'àmbit privat, va treballar sobretot amb el seu germà. Ambdós es repartien les tasques de traçat de plànols i de contractació de paletes. Van treballar per a diversos clients, com el capítol de la catedral de Barcelona, i van actuar en nombroses obres, tant particulars com públiques, especialment en la construcció o reforma d'esglésies. Van ser autors del cos i la façana de la plaça Nova del Palau Episcopal de Barcelona (1782-1784) i de l'aixecament, bastiment i decoració del Palau Moja (1774-1786).
Pel que fa al seu estil, en les esglésies la tipologia i el llenguatge són barrocs, mentre que en els encàrrecs privats, és a dir, en cases i en el Palau Episcopal, el seu estil s'apropa més al classicisme. A més, pel seu compte, Pau Mas va tenir importants clients a la ciutat de Barcelona com els convents de les Magdalenes, Santa Maria de Jerusalem i de Santa Elisabet, Josep Francesc Saguí en la construcció de la seva fàbrica d'indianes o l'Hospital de la Santa Creu en les obres del teatre, entre d'altres.